# Askeladden
Askeladden (auch: Espen Askeladd, Oskeladden und Tyrihans) (englisch: Ashlad) ist eine fiktive Gestalt in vielen norwegischen Sagen und Märchen.
Askeladden bezeichnet einen kleinen Mann, der in den Sagen und Märchen die Hauptrolle spielt.
Am Ende der Story geht er als Gewinner hervor.
In manchen Geschichten hilft er einer Prinzessin und/oder einem König.

## Askeladden in Sagen und Märchen
Askeladden ist der Protagonist in folgenden Sagen und Märchen:
- Askeladden og de gode hjelperne
- Askeladden som fikk prinsessen til å løgste seg
- Askeladden som kappåt med trollet
- Askeladden som stjal sølvendene til trollet
- De syv folene
- Det har ingen nød med den som alle kvinnfolk er glad i
- Dukken i gresset
- Gjete kongens harer
- Gullslottet som hang i luften
- Jomfruen på glassberget
- Per, Pål og Espen Askeladd
- Prinsessen som ingen kunne målbinde
- Risen som ikke hadde noe hjerte på seg
- Rødrev og Askeladden

## Fiktion
- Im Manga und dem darauf basierenden Anime Vinland Saga trägt die Figur Lucius Artorius Castus den Beinamen Askeladd.

## Bildergalerie

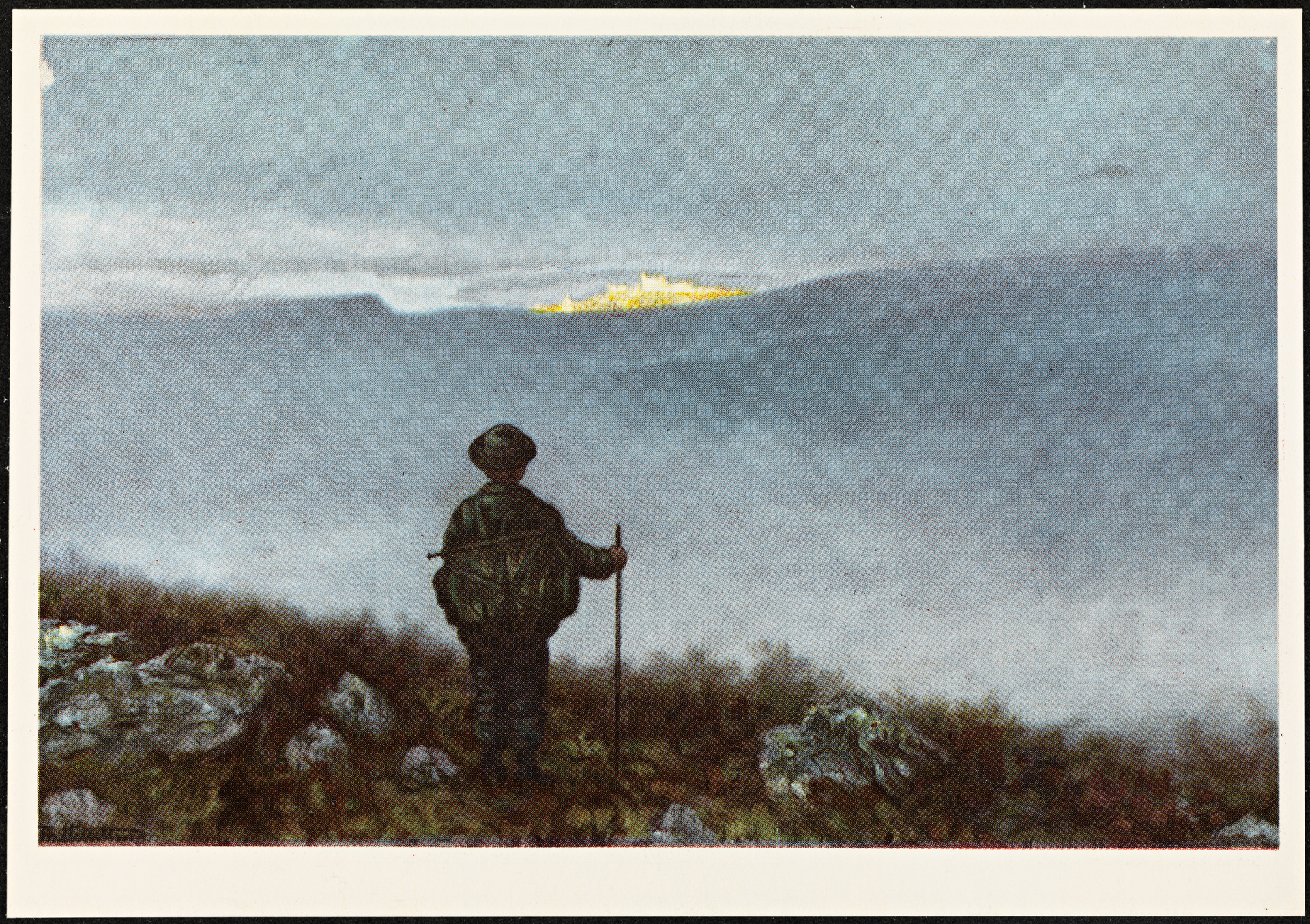
Askeladden
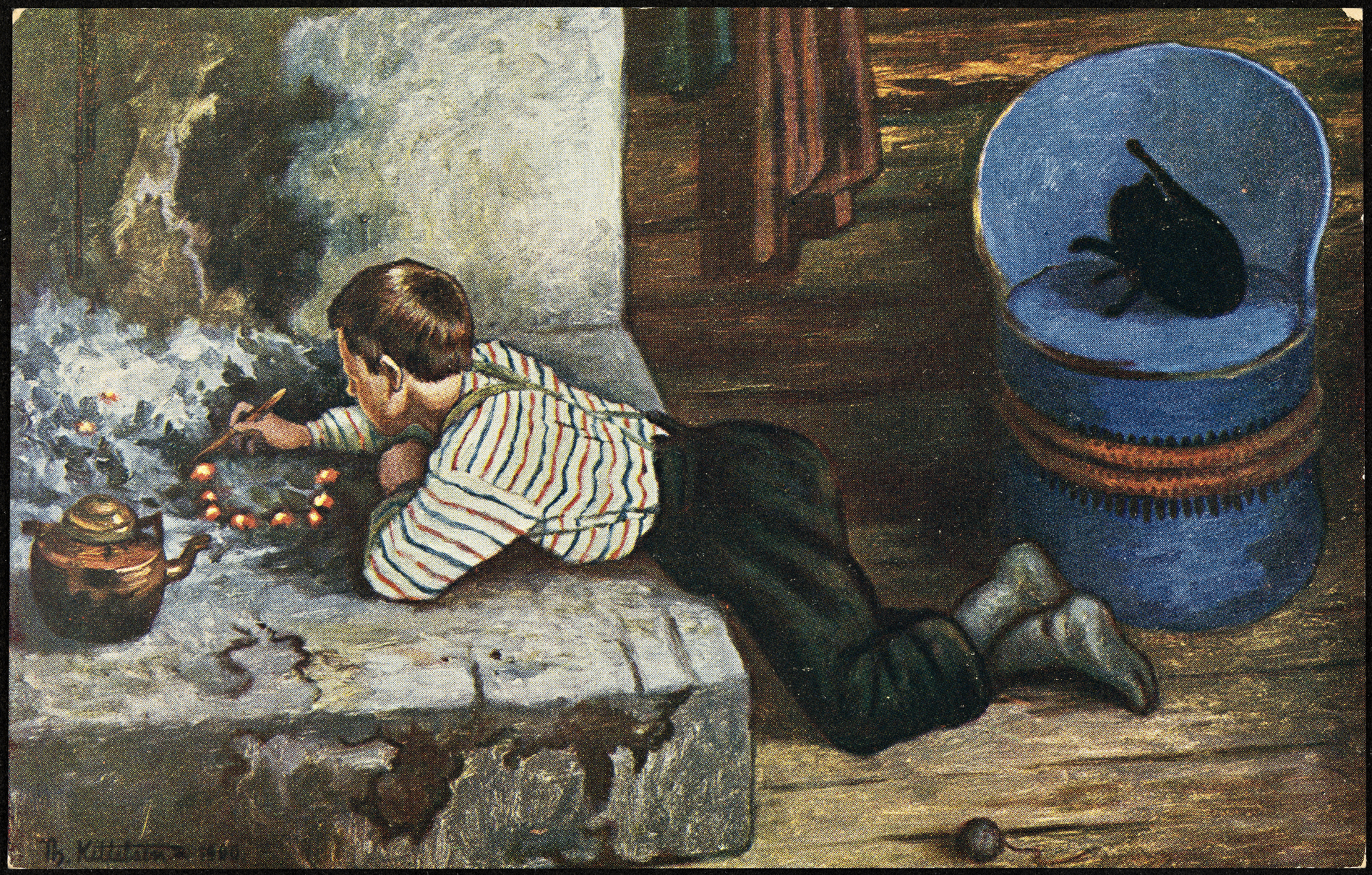
Askeladden
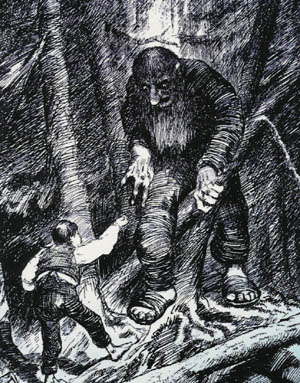
Askeladden und Troll